# آرمن آشرافیان
آرمن گارگینی آشرافیان (ارمنی: Արմեն Գարեգինի Աշրաֆյան ) سیاستمدار اهل ارمنستان بود که از تاریخ ۱۱ مه ۱۹۸۹ تا تاریخ ۱۹۹۰ وزارت دادگستری ارمنستان را برعهده داشت.